# Draillant
Draillant är en kommun i departementet Haute-Savoie i regionen Auvergne-Rhône-Alpes i sydöstra Frankrike. Kommunen ligger i kantonen Thonon-les-Bains-Ouest som tillhör arrondissementet Thonon-les-Bains. År 2022 hade Draillant 875 invånare.

## Befolkningsutveckling
Antalet invånare i kommunen Draillant
| Referens: INSEE |